# Storkenkopf
Le Storkenkopf (« tête des cigognes » en allemand et alsacien) est le deuxième sommet des Vosges avec 1 366 mètres d'altitude. Il se situe à proximité du Grand Ballon. À son pied se trouve le col du Haag.

## Accès

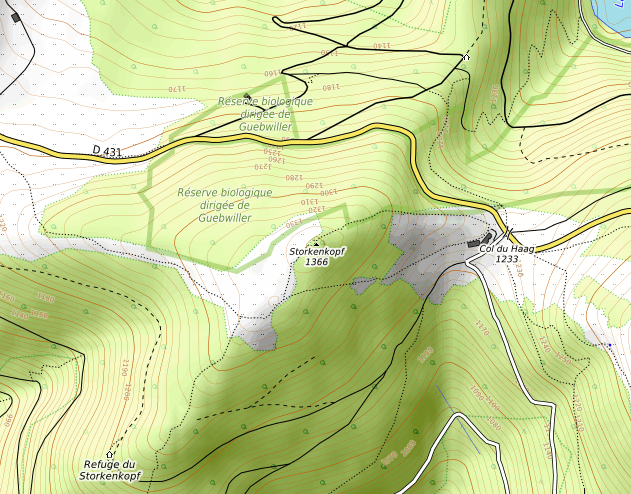
Carte topographique du Storkenkopf.

Son sommet est accessible à partir du col du Haag (1 233 m, sur la route des Crêtes) par un chemin forestier de 2 km de long.
Le sentier de grande randonnée 5 passe sur le flanc sud du sommet.

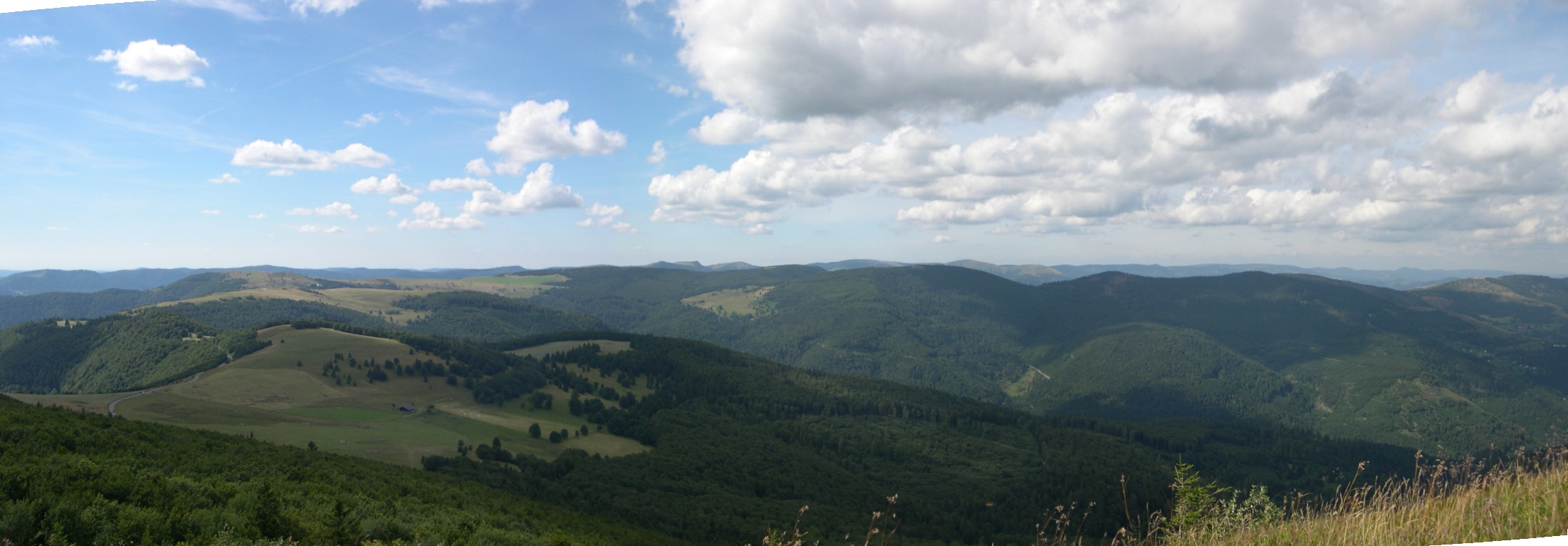
Vue panoramique sur la partie centrale des Vosges depuis le sommet - 15 août 2005.